# Grecco
Grecco est une ville de l'Uruguay située dans le département de Río Negro. Sa population est de 726 habitants.

## Population
| Année | Population |
| ----- | ---------- |
| 1963  | 578        |
| 1975  | 457        |
| 1985  | 578        |
| 1996  | 554        |
| 2004  | 726        |

Référence,: